# Peremptor modicus
Peremptor modicus är en tvåvingeart som först beskrevs av Frederick Wollaston Hutton 1901.  Peremptor modicus ingår i släktet Peremptor och familjen parasitflugor. Inga underarter finns listade i Catalogue of Life.